# The Root of Evil
The Root of Evil é um filme mudo norte-americano de 1912, do gênero drama, dirigido por D. W. Griffith e distribuído pela General Film Company.